# Krążowniki rakietowe projektu 58
Krążowniki rakietowe projektu 58, oznaczane też jako typ Groznyj (w kodzie NATO Kynda) – typ radzieckich okrętów, zbudowanych w liczbie 4 jednostek. Były to pierwsze radzieckie krążowniki rakietowe, należące do pierwszego pokolenia radzieckich okrętów rakietowych.

## Historia
Impulsem dla powstania tych jednostek był rozwój radzieckich systemów rakietowych, dla których postanowiono zaprojektować nowe typy i klasy okrętów. Decyzję o projektowaniu nowych jednostek podjęto w 1956, a projekt ukończono dwa lata później. Okręty projektu 58 miały być przeznaczone przede wszystkim do zwalczania okrętów przeciwnika za pomocą opracowywanych równocześnie przeciwokrętowych pocisków rakietowych P-35. Początkowo miały być klasyfikowane jako niszczyciele rakietowe.
23 lutego 1960 położono stępkę pod pierwszy okręt, nazwany "Groznyj", który dał nazwę typowi. Wciągnięto go na listę floty 17 września 1960, wodowano 26 marca 1961, a wszedł do służby 30 grudnia 1962. Jeszcze podczas prób we wrześniu 1962 okręty przeklasyfikowano na krążowniki rakietowe (ros. rakietnyj kriejsier) (przyczyną była chęć uzyskania wyższego żołdu dla oficerów, w tym celu uzyskano zgodę oglądającego okręt i będącego pod wrażeniem jego siły Nikity Chruszczowa). Do 1965 weszły do służby kolejne 3 okręty: "Admirał Fokin", "Admirał Gołowko" i "Wariag". Wszystkie budowano w stoczni im. A.A.Żdanowa w Leningradzie. Początkowo planowano 10-16 jednostek, lecz zrezygnowano z budowy dalszych

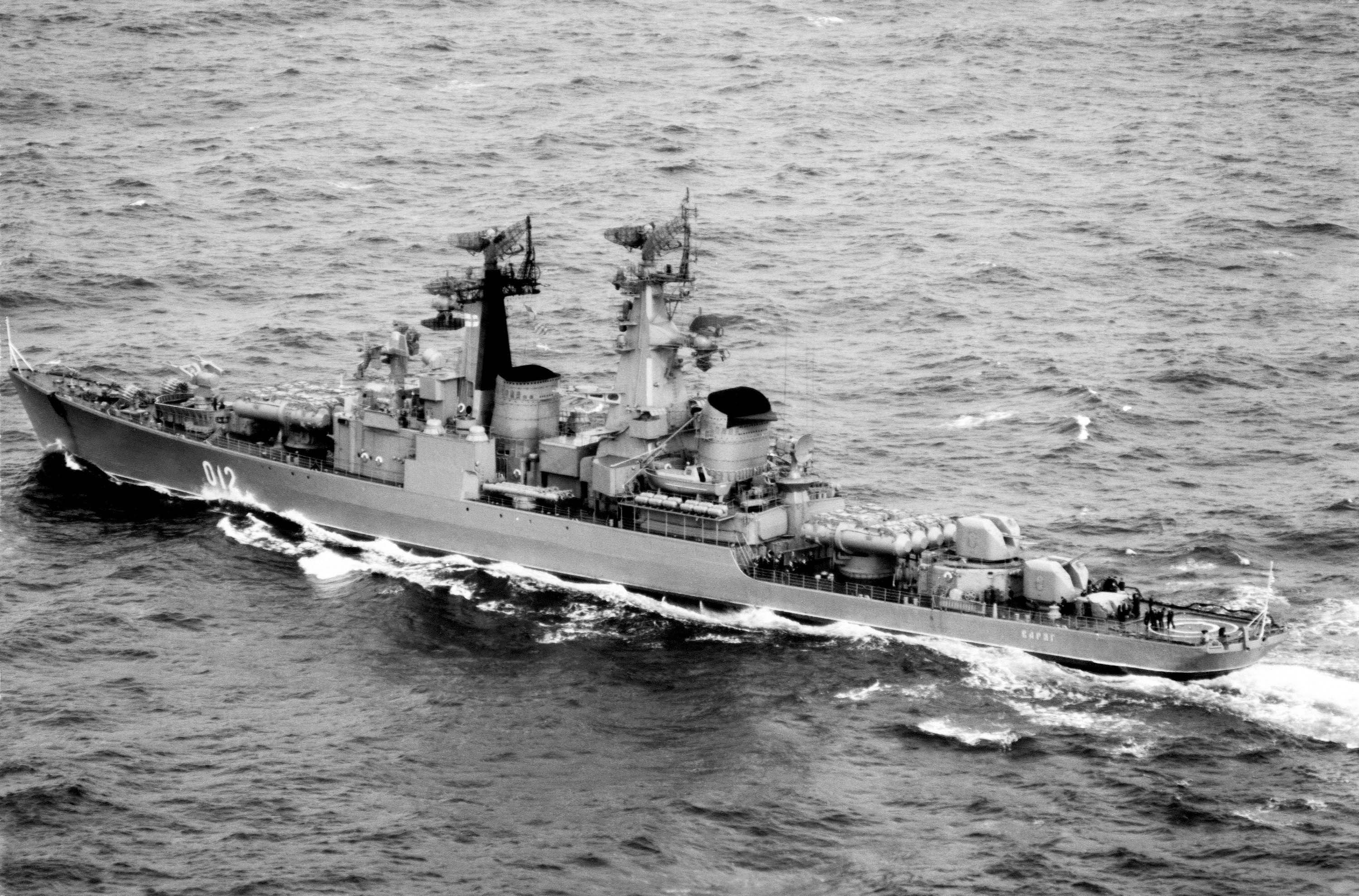
"Wariag" od rufy, 1989 rok

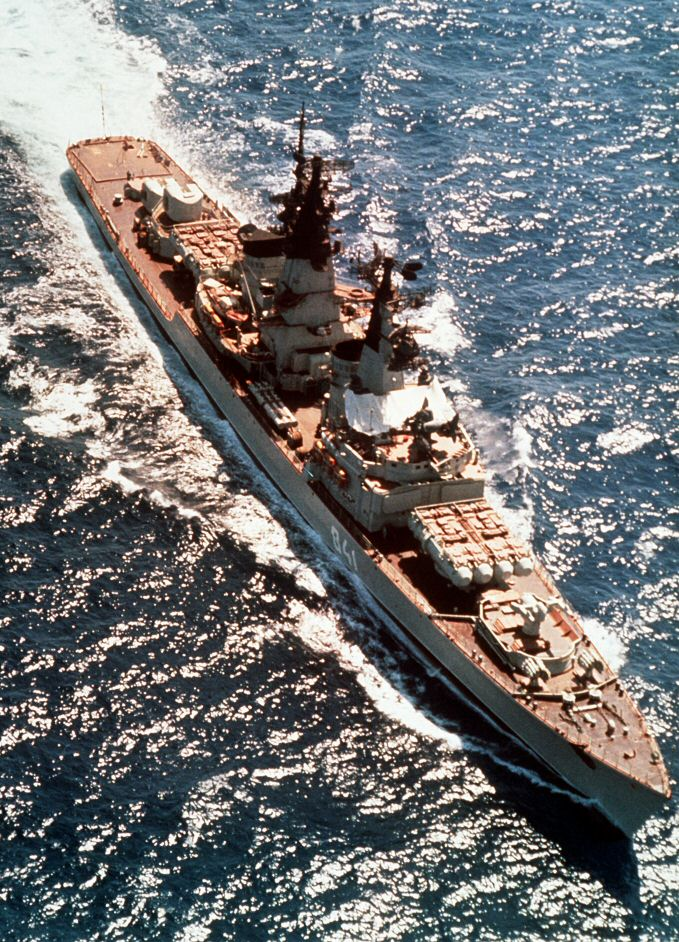
"Admirał Gołowko", 1990 rok

| Nazwa                             | Położenie stępki | Wodowanie  | Wejście do służby | Wycofanie  |
| --------------------------------- | ---------------- | ---------- | ----------------- | ---------- |
| Groznyj (Грозный)                 | 23.02.1960       | 26.03.1961 | 30.12.1962        | 24.6.1991  |
| Admirał Fokin (Адмирал Фокин)     | 5.10.1960        | 19.11.1961 | 28.12.1964        | 30.6.1993  |
| Admirał Gołowko (Адмирал Головко) | 20.04.1961       | 18.7.1962  | 30.12.1964        | 2002       |
| Wariag (Варяг)                    | 5.08.1961        | 7.04.1963  | 20.08.1965        | 19.04.1990 |

## Konstrukcja
Okręty proj. 58 wykonano ze stali, lecz z dużym wykorzystaniem stopów lekkich.  
Kadłub otrzymał linię ocenianą jako ładną, z uskokiem rufowym na 2/3 długości; podzielono go na 17 przedziałów wodoszczelnych. Okręty te wprowadzały wiele nowości w radzieckiej architekturze okrętów, w tym niskie nadbudówki i duże, masywne maszty, mieszczące w środku część pomieszczeń. Najbardziej rzucającymi się w oczy elementami i głównym elementem uzbrojenia krążowników były dwie duże czterokontenerowe wyrzutnie pocisków przeciwokrętowych dalekiego zasięgu P-35 na dziobie i rufie. Pociski te mogły zwalczać cele nawodne lub brzegowe. Dalsze uzbrojenie rakietowe stanowiła podwójna wyrzutnia pocisków przeciwlotniczych średniego zasięgu M-1 Wołna na dziobie, które mogły też zwalczać okręty na mniejszych odległościach. Uzbrojenie artyleryjskie zgrupowano w całości na rufie, w postaci 4 dział uniwersalnych kaliber 76 mm w dwóch wieżach.
Praktyczną wartość bojową obniżała możliwość równoczesnego naprowadzania tylko czterech pocisków P-35, ewentualnie cztery dalsze mogły być wystrzelone w reżimie autonomicznym, bez możliwości wyboru celu. Okręt przenosił osiem rakiet zapasowych, lecz ich przeładowanie na morzu w sytuacji bojowej mogło być utrudnione.

## Służba
Służba okrętów przebiegała bez epizodów bojowych. Okręty te, służąc głównie we flotach: Czarnomorskiej i Oceanu Spokojnego, stały się dobrze znane z uczestnictwa w licznych manewrach i wizyt zagranicznych (służąc od 1984 we Flocie Bałtyckiej, „Groznyj” wizytował Gdynię w 1987 i Szczecin w 1988). Oprócz drobnych ulepszeń, okręty (z wyjątkiem „Fokina”) przechodziły na przełomie lat 70. i 80. ograniczoną modernizację, spędzając w tym celu po kilka lat w stoczni. W jej ramach zostały wyposażone w artyleryjskie zestawy przeciwlotnicze obrony bezpośredniej AK-630 oraz zmodernizowane pociski rakietowe 3M44 Progriess. Zestaw przeciwlotniczy M-1 Wołna także modernizowano pod koniec lat 60. do użycia pocisków W-601, a następnie w latach 70. do postaci Wołna-P. W latach 80. jednak mimo modernizacji systemów uzbrojenia, wartość bojowa okrętów zmniejszyła się na skutek rozwoju techniki.
Na skutek awarii turbiny i nieopłacalności remontu „Wariag” został pierwszy wycofany ze służby w 1990. „Groznyj”, remontowany od 1989 w Lipawie, został wycofany w 1991, nie ukończywszy remontu, natomiast „Admirał Fokin” został wycofany w 1993. Okręty te następnie złomowano. Najdłużej służył „Admirał Gołowko” - początkowo we Flocie Północnej, od marca 1968 we Flocie Czarnomorskiej. W czerwcu 1967 działał na Morzu Śródziemnym w ramach pomocy dla Egiptu podczas wojny sześciodniowej w serwisie Черноморский Флот o Flocie Czarnomorskiej. W latach 1982–1989 przeszedł remont kapitalny w Sewastopolu, od 1995 był flagowym okrętem rosyjskiej Floty Czarnomorskiej, lecz w 1997 zastąpił go w tej roli krążownik „Kercz” projektu 1134B. „Admirał Gołowko” został rozbrojony i wycofany w styczniu 2002, po czym złomowany.

## Dane techniczne
- wyporność: 
  - standardowa - 4265 ton
  - pełna - 5315 ton
- wymiary: 
  - długość - 142,5 m
  - szerokość - 16,03 m
  - zanurzenie - 5,05 m
- napęd główny: 2 turbiny parowe typu TW-12 (4 kotły parowe) o pełnej mocy łącznej 94 000 KM; 2 śruby.
- prędkość: 
  - maksymalna - 34,5 węzłów
  - ekonomiczna - 18 węzłów
- zasięg: 
  - przy prędkości ekonomicznej - 3610 mil morskich (6000 według innych danych)
  - przy prędkości maksymalnej - 1100 mil morskich
- autonomiczność - 10 dób
- załoga - 339 ludzi

### Uzbrojenie
- 2 poczwórne wyrzutnie SM-70 przeciwokrętowych kierowanych pocisków rakietowych P-35 (według NATO: SS-N-3b Shaddock), zapas 16 pocisków (2xIV)
- 1 dwuprowadnicowa wyrzutnia ZIF-101 przeciwlotniczych kierowanych pocisków rakietowych średniego zasięgu M-1 Wołna (według NATO: SA-N-1 Goa), zapas 16 pocisków
- 4 armaty uniwersalne morskie kalibru 76 mm AK-726, w dwóch dwudziałowych wieżach na rufie (2xII)
- 4 sześciolufowe zestawy artyleryjskie obrony bezpośredniej kalibru 30 mm AK-630M, od lat 80. XX wieku
- 2 trzyrurowe wyrzutnie torpedowe TTA-53-57bis kalibru 533 mm dla torped przeciw okrętom podwodnym SET-53M na burtach (2xIII)
- 2 dwunastoprowadnicowe wyrzutnie RBU-6000 rakietowych bomb głębinowych RGB-60

### Wyposażenie
- 2 stacje radiolokacyjne dozoru powietrznego MR-300 Angara (według NATO: Head Net A),podczas modernizacji "Adm. Fokin" i "Wariag" otrzymały stacje MR-310 Angara-A (według NATO: Head Net C)
- 2 stacje radiolokacyjne kierowania strzelaniem rakietowym 4R44 Winom dla pocisków P-35 (według NATO: Plinth Net)
- stacja radiolokacyjna naprowadzania rakietowego uzbrojenia przeciwlotniczego M-1 Jatagan (według NATO: Peel Group) dla pocisków M-1 Wołna, na nadbudówce dziobowej

- stacja radiolokacyjna kierowania ogniem artylerii głównej MR-105 Turel (według NATO: Owl Screech), na nadbudówce rufowej
- 2 stacje radiolokacyjne kierowania ogniem artylerii małego kalibru MR-123 (według NATO: Bass Tilt), od lat 80. XX wieku
- podkadłubowa stacja hydrolokacyjna GS-572 Gierkules-2M (według NATO: Wolf Paw)
- stacje namierzania emisji radiolokacyjnej BIZAŃ-4D, MRP-11-12, MRP-13-14, MRP-15-16 ZALIW
- stacje zakłóceń aktywnych KRAB-11, KRAB-12, WZRIW